# إنوخوس
بلدية إنوخوس (بالإسبانية: Hinojos) هي بلدية تقع في مقاطعة ولبة التابعة لمنطقة أندلوسيا جنوب إسبانيا.

## الديموغرافيا
بلغ عدد سكان بلدية إنوخوس 3.924 نسمة عام 2011 (وفقاً للمعهد الوطني الإسباني للإحصاء).
| 3.482 | 3.548 | 3.601 | 3.726 | 3.806 | 3.890 | 3.924 |